# Гармонизация

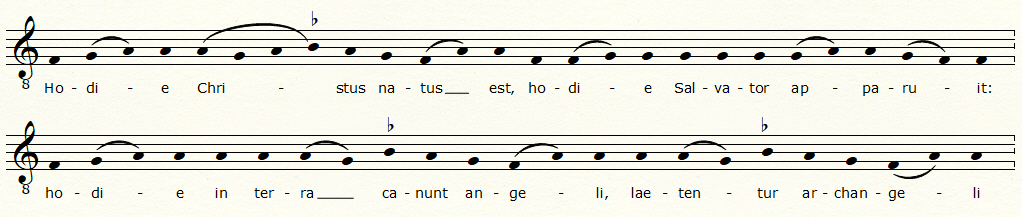
Григорианский антифон 'Hodie Christus natus est' (транскрипция по версии Liber usualis)

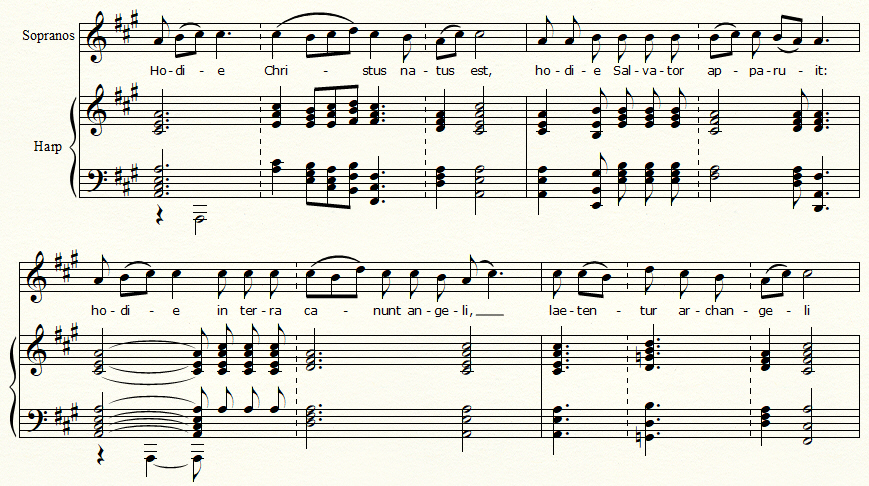
Антифон 'Hodie Christus natus est' в гармонизации Б. Бриттена (Рождественские песни, №1)

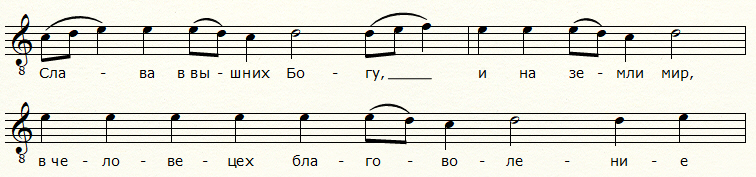
Великое славословие знаменного распева (транскрипция по версии синодального издания Обихода, 1909)

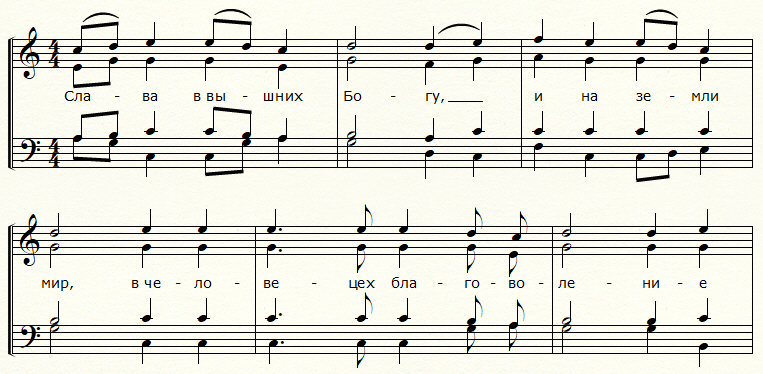
Великое славословие знаменного распева в гармонизации П.И.Чайковского (Всенощное бдение, op. 52)

Гармонизация в музыке — многоголосная обработка мелодии главным образом по законам гомофонного склада, мажорно-минорной тональности и акцентной (тактовой) метрики. В российской теории музыки гармонизация трактуется как «выявление ладофункциональной сущности тонов мелодии и её сопровождение соответствующими аккордами».

## Краткая характеристика
Гармонизация как техника профессиональной композиции была распространена в Европе и в России в XVIII и особенно в XIX веках. И.С. Бах, Й. Гайдн, Л. ван Бетховен, М. И. Глинка, Э. Григ, А. Дворжак, М. А. Балакирев, П. И. Чайковский, Н. А. Римский-Корсаков, А. К. Лядов и многие другие композиторы обрабатывали исконные народные мелодии и (одноголосные) церковные распевы (в Западной Европе — григорианский хорал и протестантский хорал, в России — знаменный распев). Гармонизации светской и церковной монодии, приведённой к общепонятной логике мажорно-минорной тональности, с одной стороны, облегчали знакомство широкой публики с национальными особенностями той или иной (немецкой, норвежской, русской, чешской, и др.) музыкальной культуры, с другой стороны, вносили в тональную гармонию некое «пикантное» разнообразие (например, с помощью модализмов, ладово-переменных оборотов и т.п.). Вместе с тем, своеобразие одноголосных источников (прежде всего, специфика монодико-модального лада и ритма) в таких гармонизациях нивелировалось, поскольку многие источники классико-романтических гармонизаций возникли задолго до того как утвердился гомофонный склад, сложились законы тональности и акцентной метрики.
Мажорно-минорная тональность на всём протяжении XX века в курсе гармонии (музыкально-теоретической дисциплины) занимала центральное положение. Соответственно, и практические задачи по гармонизации (мелодии и баса) рассматривались как неотъемлемая часть среднего и высшего музыкального образования.

## Перегармонизация
Перегармонизацией (англ. reharmonization) называется видоизменение оригинальной (мажорно-минорной) гармонии пьесы — при том, что логика ладогармонического развёртывания в целом сохраняется. Особенно распространена в джазе, где в качестве стандартов используются эстрадно-танцевальные мелодии с изначально простейшей гармонией. Перегармонизация (как и «переритмизация») может быть задумана как техника композиции и зафиксирована в нотах (в джазовой аранжировке часто — во избежание монотонного повторения одного и того же риффа), но также может функционировать ex tempore, как разновидность импровизации одного из солистов в ходе джем-сессии и т.п.
В академической музыке перегармонизация использовалась (особенно в XIX веке) как разновидность техники варьирования (Глинка. Персидский хор из III действия оперы «Руслан и Людмила»), иногда как мощное средство драматизации (Мусоргский. Хор «Плывёт, плывёт лебёдушка» из IV действия «Хованщины»).
В популярной музыке перегармонизация охватывает как правило не мелодию целиком, а небольшую мелодическую фразу, неоднократно повторяющуюся. В таких случаях она сглаживает монотонию незамысловатой мелодии, а иногда даже берёт на себя функцию основного драйвера ладового развёртывания (как в босса-новах А. Жобина «Мартовские воды», «Девушка из Ипанемы», «Самба на одной ноте»).